# Emma Popova
Pour les articles homonymes, voir Popov.
Emma Popova née le 27 décembre 1928 à Léningrad, URSS et morte le 3 novembre 2001 à Saint-Pétersbourg, Russie était une actrice soviétique et russe.

## Biographie
Elle a travaillé pendant 30 ans avec Gueorgui Tovstonogov au prestigieux Théâtre Tovstonogov.

## Filmographie
- 1957 : L'Orage de Mikhail Dubson
- 1965 : Le Train de la clémence d'Iskander Khamrayev